# Cornelius Castoriadis
Cornelius Castoriadis (Istanbul, 1922. — Pariz, 1997.), bio je grčko-francuski ekonomist, filozof i socijalist. 
Poslije studija ekonomije, prava i filozofije u Ateni napušta Grčku komunističku stranku i priključuje se trockističkoj organizaciji. S trockistima prekida 1948., seli u Pariz i osniva skupinu i časopis Socialisme ou Barbarie, u kojem se analizira marksizam, birokracija i moderni kapitalizam. Zajedno s britanskim časopisom Solidarity i Mauricom Brintonom iz radničkog samoupravljanja, vodi diskusije o socijalnim i ekonomskim osnovama jednog slobodnog socijalističkog društva.
Radničko samoupravljanje istovremeno predstavlja rješenje problema direktne demokracije kao i rješenje problema radničkog upravljana u socijalizmu. Njegove ideje imale su nezanemarljiv utjecaj na studentske proteste u Parizu 1968.
Radio je 20 godina kao OECD-ekonomist i objavio veliki broj knjiga pod najmanje pet različitih pseudonima, razradio je pojam autonomije zajedno s Antoniom Negrijem, a djelovao je i kao psihoanalitičar. 

## Glavna djela
- Political and Social Writings. Vol. 1-3, University of Minnesota Press, Minneapolis 1988.
- Od ekologije do autonomije, diskusija s Danielom Cohn-Benditom (1981).
- Suština socijalizma (1973.)
- Workers' Councils and the Economics of a Self-Managed Society (1972.)

## Vanjske poveznice
- http://www.agorainternational.org
- http://www.castoriadis.org